# Partido judicial de Villafranca de los Barros
El Partido Judicial de Villafranca de los Barros, dependiente de la Audiencia Provincial de Badajoz, es uno de los catorce partidos judiciales de la provincia de Badajoz, en la comunidad autónoma  de Extremadura (España), constituido en 1988. A la localidad de Villafranca de los Barros, su capital, le correspondió administrar el partido número 14.

## Municipios
El término del partido judicial de Villafranca se encuentra en la comarca de Tierra de Barros. Limita al norte con los partidos judiciales de Almendralejo y Mérida; al oeste con el de Llerena y al sur con el de Zafra. Abarca un total de ocho localidades que son:
- Fuente del Maestre
- Hinojosa del Valle
- Hornachos
- Palomas
- Puebla de la Reina
- Puebla del Prior
- Ribera del Fresno
- Villafranca de los Barros

## Juzgados y Tribunales
Actualmente, el Partido Judicial de Villafranca solo cuenta con un Juzgado de Primera Instancia/Instrucción único.
- Juzgado de Primera Instancia/Instrucción único. Carrera Chica, 20.